# 田澤由利
田澤 由利（たざわ ゆり、1962年8月17日 - ）は、日本の実業家。株式会社ワイズスタッフ、株式会社テレワークマネジメント代表取締役。内閣府政策コメンテーター、北海道教育委員会委員、平成27年度総務大臣賞受賞（情報化促進貢献個人等表彰）ほか。

## 経歴
奈良県生駒市生まれ、北海道北見市在住。
奈良県立奈良高等学校、上智大学外国語学部イスパニア語学科を卒業後、シャープ株式会社に入社。
1991年、出産と夫の転勤を機にシャープを退社、フリーライターとして独立。在宅でも働ける会社を作りたいと、98年10月、北海道北見市に株式会社ワイズスタッフを設立、2005年4月、株式会社ワイズスタッフに組織変更。様々なIT関連業務を受託し、全国各地に在住する160人のスタッフとチーム体制で業務を行っている。
2008年9月、東京にオフィスを設け、株式会社テレワークマネジメントを設立。企業の在宅勤務の導入支援、国や自治体のテレワーク普及事業等を手がけている。テレワークに関する数多くの講演や講義を行うかたわら、ウェブサイト、ブログやFacebook、Twitter等で広く情報発信を行っており、2020年の新型コロナウイルスの流行によってその働きが広く注目される。総務省「ポストコロナ」時代におけるテレワークの在り方検討タスクフォースなど、コロナ禍における政策検討会議に参画している。3女の母。

## 受賞
- 2021年 第66回（令和2年度）前島密賞を受賞[14]。テレワークの普及促進などによる情報化促進への貢献が評価された。
- 2020年 文部科学省 地方教育行政功労者表彰[15]。
- 2016年 厚生労働省 平成28年度「テレワーク推進企業等厚生労働大臣表彰（輝くテレワーク賞）」個人賞を受賞[16]。雇用型のテレワークの普及・推進への貢献が評価された。
- 2015年 総務省「平成27年度情報化促進貢献個人等表彰」[3]に選ばれる。
- 2014年 イクメンプロジェクト（厚生労働省委託事業）主催「イクボスアワード2014」[17]において、特別奨励賞を受賞。
- 2008年 日経WOMAN「ウーマン・オブ・ザ・イヤー2009」リーダー部門7位に選出。
- 2006年 内閣府「平成18年度女性のチャレンジ賞特別部門賞」[18]に選ばれる。

## 著書
- 『在宅勤務（テレワーク）が会社を救う～社員が元気に働く企業の新戦略』（東洋経済新報社、2014年2月、ISBN 9784492557372）
- 『テレワーク本質論　企業・働く人・社会が幸せであり続ける「日本型テレワーク」のあり方 』（幻冬舎、2022年2月、ISBN-10：4344937139　ISBN-13：978-4344937130[19][19]）

## 公職
- 総務省「ポストコロナ」時代におけるテレワーク定着アドバイザリーボード（2021年11月～）[12][13]
- 総務省「ポストコロナ」時代におけるテレワークの在り方検討タスクフォース（2021年4月～）[20]
- 総務省 「ポストコロナ」時代におけるデジタル活用に関する懇談会ワーキンググループ（2020年11月～）[21]
- 総務省インターネットトラヒック研究会（2020年11月～）[22]
- 内閣府　政策コメンテーター[23][24]
- 総務省ICT地域マネージャー/地域情報化アドバイザー[25][26]
- 厚生労働省在宅勤務モデル実証事業検討会委員
- 北海道教育委員会委員（2014－）
- 北海道北の輝く女性応援会議　構成員（2015－）[27][28]
- 北海道商工業振興審議会委員[29]
- 札幌市ICT戦略策定検討有識者会議委員
- 特定非営利活動法人奈良NPOセンター理事[30][31]
- NPO法人電子自治体アドバイザークラブ理事[32][33]
- 音声起こし活用推進協議会　理事[34]
- 北海道労働局雇用均等行政推進員（2014年5月－2016年3月）
- 総務省 スマートプラチナ社会推進会議 戦略部会構成員（2014年1月－5月）[35][36]
- 総務省 地方のポテンシャルを引き出すテレワークやWi-Fi等の活用に関する研究会構成員（2014年10月－2015年4月）[37][38]
- 社団法人 北海道観光振興機構 女性アドバイザリー・ボード
- 奈良県 こども・子育て応援県民会議委員（2007年4月－2015年3月）
- 奈良のむらづくり協議会　副代表幹事
- 北海道 北海道総合開発委員会参与 （2006年4月－2014年3月）
- 社団法人 北海道観光振興機構　北海道観光振興機構アドバイザー（2010年7月－2012年3月）
- 厚生労働省 在宅就業者支援事業仲介機関協議会委員（2011年7月－2012年3月）
- 厚生労働省 在宅就業環境検討委員会委員（2010年4月－2011年3月）
- 林野庁 北海道森林管理局 知床永久の森林づくり協議会委員（2007年7月－2011年3月）[39]
- 北海道 本人確認情報保護審議会（2008年10月－2010年10月）
- 北海道 北海道の将来の道づくり検討会（2009年7月－2010年3月）
- 厚生労働省 在宅就業市場検討委員会委員（2009年4月－2010年3月）
- 林野庁 北海道森林管理局 地域管理経営計画等に関する懇談会委員 （2007年12月－2009年11月）
- 北海道 網走支庁 オホーツクAI委員会委員（2006年10月－2008年3月）
- 厚生労働省 在宅就業問題研究会委員（2008年4月－2009年3月）
- 北見市 IT推進計画策定委員会（2008年4月－2009年3月）
- 北海道総合通信局 テレワーク検討会委員（2007年10月－2008年3月）
- 福岡県 新ふくおかIT戦略会議委員（2007年9月－2008年3月）
- 北見工業大学非常勤講師（情報科学概論）（2002年9月－2007年3月）
- 北海道みちとくらしと未来のネットワーク委員（2002年4月－2007年3月）
- 社団法人 北海道総合研究調査会（HIT）地域貢献活動推進委員会委員 （2009年8月－2011年3月）
- 社団法人 北海道総合研究調査会（HIT）支援対象方法・団体選定委員会委員（2009年8月～2011年3月）
- 北海道 北海道IT推進本部情報化アドバイザー（2010年6月～2011年3月）
- 北海道オホーツク総合振興局 オホーツク・エリア・アイデンティティー推進委員 （2010年11月～2011年3月）
- NHK札幌放送局 北海道地方放送番組審議会（2009年10月～2011年9月）
- 社団法人 日本能率協会 北海道地域評議員（2009年10月～2011年9月）

## 主な講演歴
- 地方創生～企業誘致シンポジウム（三幸エステート、2016年4月22日）
- ICT利活用普及促進セミナー（総務省、2016年2月16日）
- 一億総活躍社会に向けたテレワークによる働き方改革セミナー（経団連、2015年12月17日）
- 第5回「高齢者クラウド」シンポジウム（東京大学、2015年12月7日）
- ワークスタイル変革シンポジウム2015 Winter（日経BP社、2015年11月24日）
- 女性の活躍推進に関する企業対象セミナー（熊本市、2015年10月9日）
- 日立イノベーションフォーラム（日立コンサルティング、2014年10月31日）